# Johan Ramstedt
Johan Olof Ramstedt (Stoccolma, 1852 – 1935) è stato un politico svedese.
Fu primo ministro della Svezia da aprile ad agosto del 1905.